# Henry Briggs
Henry Briggs (Warleywood (Yorkshire), februari 1561 - Oxford, 26 januari 1630) was een Engelse wiskundige die bekendheid verwierf door zijn ontwikkeling en de verspreiding van de logaritmen. 

## Levensloop
Hij studeerde aan het St John College te Cambridge en behaalde er zijn M.S. in 1585. In 1592 werd hij benoemd tot "Reader of the Physics Lecture founded by Dr Linacre", een school die speciaal zorg droeg voor de opleiding van artsen. 
In 1596 werd hij professor in de meetkunde aan het befaamde Gresham College in Londen en onderwees er Euclidische meetkunde tijdens de volgende 23 jaar. In 1619 werd Briggs door Savile uitgenodigd om les te geven aan de nieuwe leerstoel voor meetkunde die door deze laatste aan de Universiteit van Oxford opgericht was. Briggs accepteerde het aanbod en verliet het Gresham College op 25 juli 1620. 
Briggs was ook sterk geïnteresseerd in de astronomie en dan voornamelijk in de studie en de bepaling van eclipsen.

## Wiskundig werk

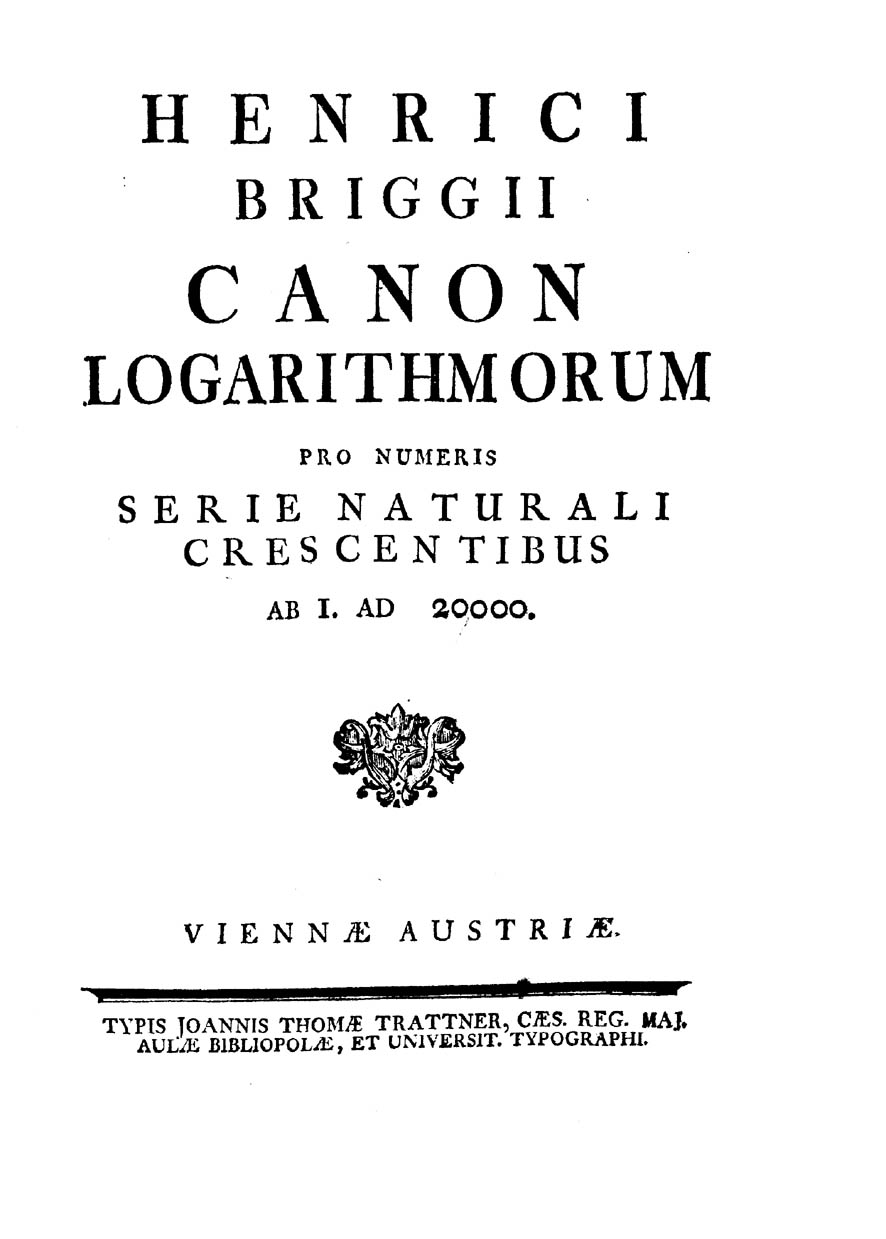
Canon logarithmorum

Voor het bepalen van eclipsen moesten zware en lange berekeningen worden gemaakt en Henry Briggs was sterk onder de indruk toen hij het Latijnse werk (1614) van John Napier las over de logaritmen. Hij realiseerde zich meteen dat de astronomische berekeningen sterk konden worden vereenvoudigd met behulp van deze logaritmen en wees Kepler op de voordelen van het gebruik ervan. Voordien had hij zelf al tabellen ontwikkeld om het rekenen te vergemakkelijken. In 1602 publiceerde hij een werk met als titel A Table to find the Height of the Pole, the Magnetic Declination being given en in 1610 publiceerde hij Tables for the Improvement of Navigation.
Hij onderkende al snel dat er een probleem was met Napiers logaritmen ln. Hij zocht daarom ijverig naar verbeteringen en begon met het opstellen van tafels gebaseerd op het grondtal 10. In een brief schreef hij naar Napier dat men decimale logaritmen moest gebruiken samen met {\displaystyle \log _{10}1=0} en {\displaystyle \log _{10}10=1}. Deze laatste antwoordde dat het idee reeds bij hem was opgekomen maar dat hij geen tijd had voor het titanenwerk, de constructie van de nieuwe tafels.
Na een bezoek aan Napier in 1615 schreef Briggs zijn eerste werk over logaritmen, Logarithmorum Chilias Prima dat in 1617 verscheen. Een verdere wiskundige verhandeling verscheen in 1624 onder de titel Arithmetica Logarithmica. Dit werk bevatte de logaritmen van de natuurlijke getallen van 1 tot 20.000 en van 90.000 tot 100.000 berekend tot op 14 decimale plaatsen. Hij stelde die tafels op, door met pen en papier de eerste 27 opeenvolgende vierkantswortels uit 10 te trekken met 16 cijfers na de komma. De 27 volgende wortels bepaalde hij met een benaderingsformule. In hetzelfde werk vinden we ook tafels voor de sinus tot 15 decimale plaatsen en van de tangens en secans tot op 10 decimale plaatsen.
De leemte (tussen 20.000 en 90.000) die nog in de logaritmetafel bestond, werd in Gouda door de landmeter Ezechiel de Decker opgevuld in twee afzonderlijke uitgaven. In 1626 verscheen zijn Eerste deel der nieuwe telkonst en in 1627 samen met Adriaen Vlacq het Tweede deel van de nieuwe telkonst. De volledige tafels werden in 1628 in Vlacqs Arithematica Logarithmica voor het eerst gepubliceerd.
Zijn uiteindelijk werk werd gedrukt in Gouda in 1631 en gepubliceerd in 1633 door Henry Gellibrand onder de titel van Trigonometria Britannica. Dit werk was de opvolger van Briggs' in 1617 gepubliceerd Logarithmorum Chilias Prima ("Introduction to Logarithms"). Briggs had aan Gellibrand gevraagd om het project na zijn dood af te maken. Dit was het eerste rekensysteem dat goed werkte.